# Asplenium adiantum-nigrum
Doradille noire
Espèce
Asplenium adiantum-nigrum, la Doradille noire, Capillaire noire ou Asplénium noir, est une fougère de la famille des Aspleniaceae.

## Description mophorlogie

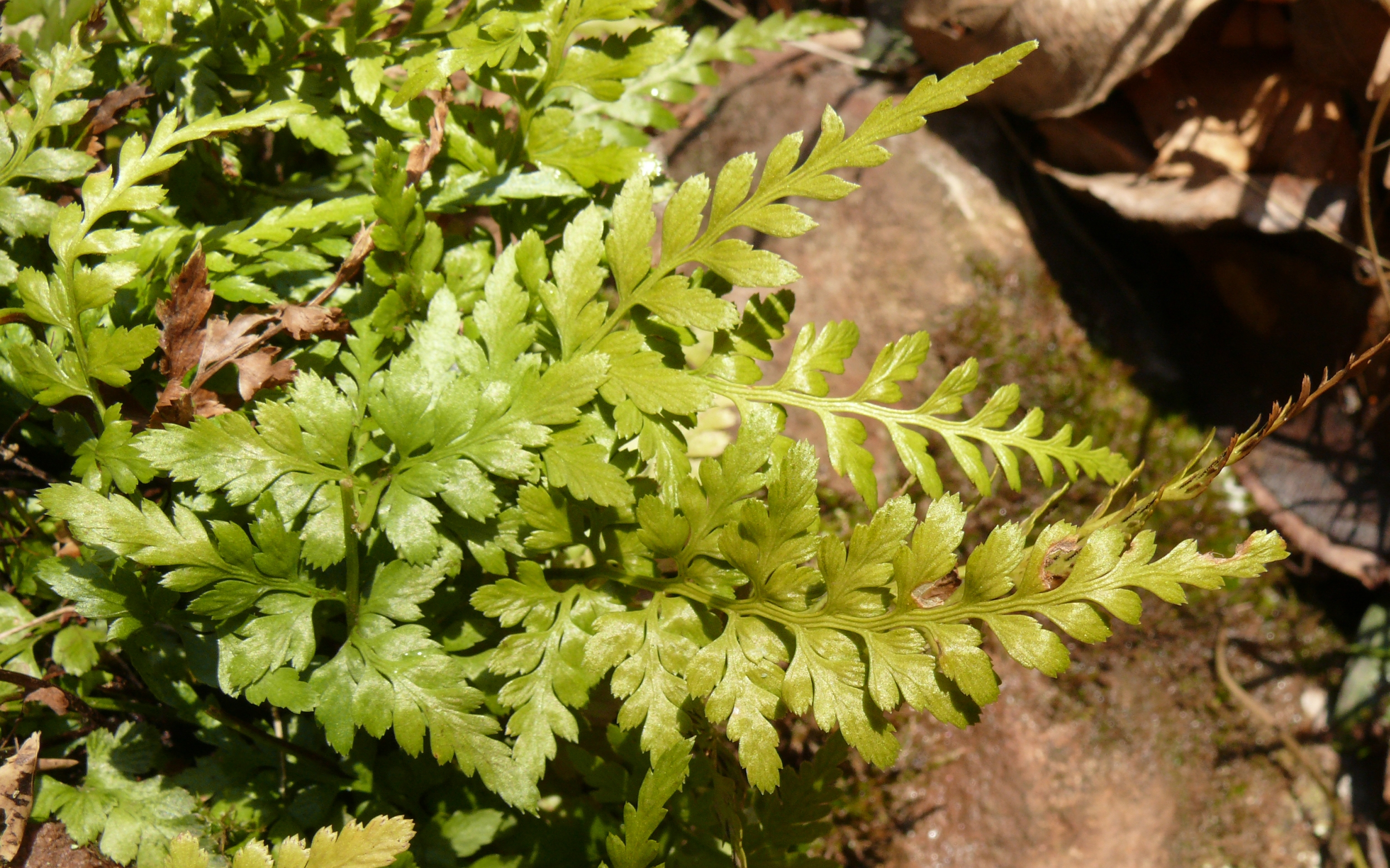
Détail des frondes

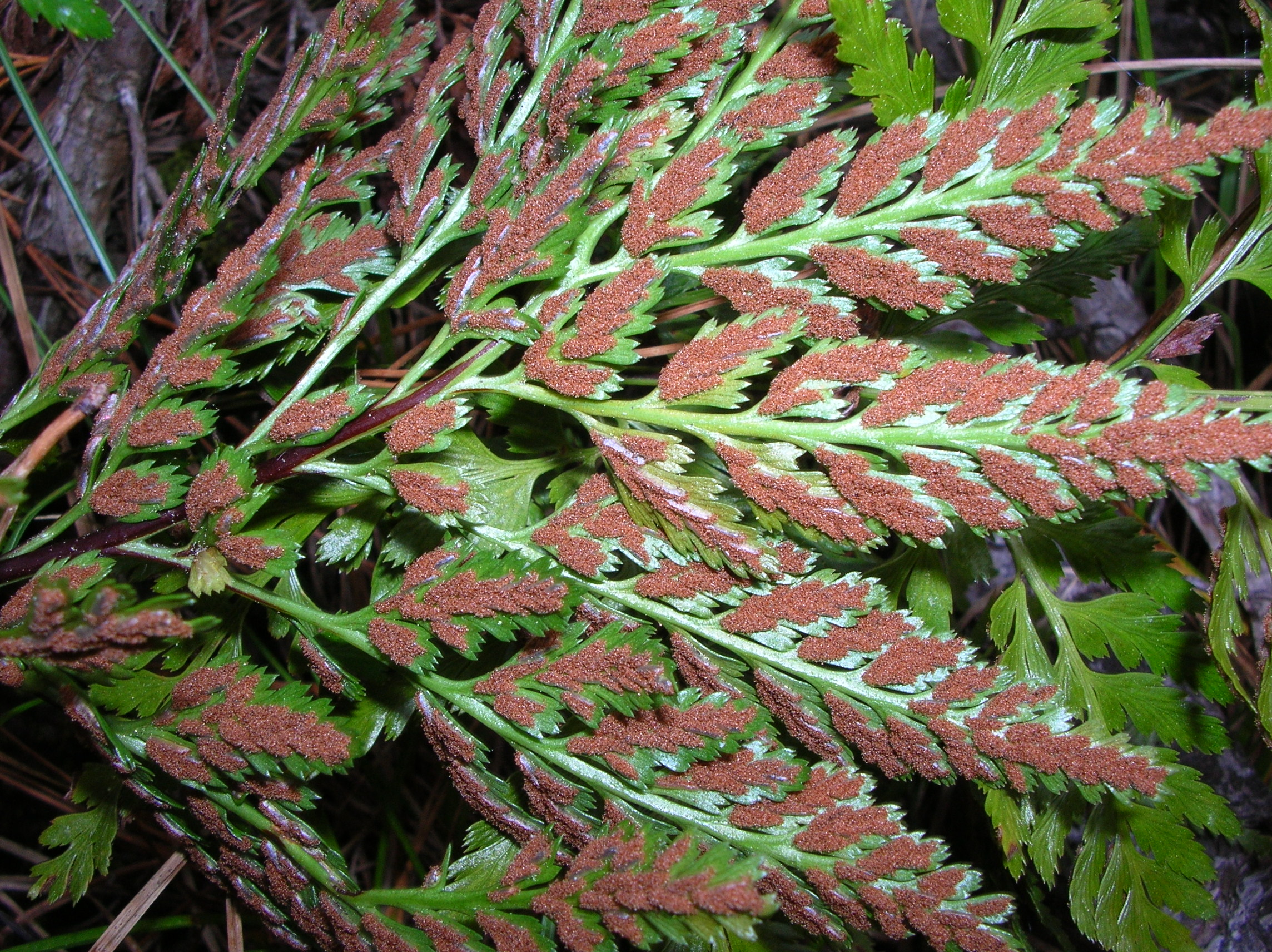
Sores contenant les sporanges, situés sous les pinnules

### Appareil végétatif
La plante est vivace avec des feuilles luisantes et persistantes. Le développement est printanier et les fructifications sont estivales.
Cette fougère de 10 à 40 cm de hauteur présente une grande variabilité sur le plan morphologique. La souche (en fait il s'agit d'un rhizome court) est couverte d’écailles courtes, de couleur brun sombre ou noirâtre, en forme de triangle de 2 à 4 ou 5 mm × 0,2 à 0,5 mm. De ce rhizome partent des frondes portées par un long pétiole brillant, de couleur brun-rouge à la base, et mesurant de 2 à 20 cm de longueur, soit entre les deux tiers et le double de la longueur de la fronde. Ces dernières, à la silhouette triangulaire, bi ou tripennées sont constituées de pinnules à dents aiguës. Les pinnules, de forme triangulaire à lancéolée, présentent des nervures bien visibles.
Asplenium adiantum-nigrum peut se reproduire de façon asexuée, grâce à des rejets produits par le rhizome.

### Appareil reproducteur
Les sores, protégés par une indusie allongée, produisent des spores entre avril et octobre ; leur mode de dissémination est anémochore. La formule chromosomique de l'Asplenium adiantum-nigrum est 2n = 144 ; c'est une espèce allotetraploïde.

## Répartition et habitat

### Distribution géographique
Présente en Eurasie, en Afrique, en Australie et à Hawaï, cette espèce a été introduite aux États-Unis où on peut la trouver dans les États de l'Arizona, de l'Utah, et du Colorado.
En Europe elle est présente dans les zones tempérées principalement océaniques.
En France métropolitaine, elle est commune dans les étages montagnard et collinéen. Elle est moins fréquente en plaine et absente des basses altitudes de la région méditerranéenne. Répandue dans le Massif armoricain, le Centre-Ouest, le Massif central et les Pyrénées, elle est toutefois rare dans la plus grande partie du Bassin parisien, du Jura et des Alpes du Sud.

### Habitats
Cette fougère se retrouve principalement en 2 endroits : par sa nature Rupicole, elle pousse sur les vieux murs (maisons anciennes, remparts de fortifications) ou les fissures de rochers (plante chasmophile). Elle est également présente dans les sous-bois de pente, les chemins creux et sur les talus. On la trouve en montagne, jusqu'à 1 700 m. d'altitude. Elle préfère les substrats siliceux et secs (xérophile). Stations lumineuses ou semi-ombragées à forte humidité atmosphérique.

### Phytosociologie
- En Europe, la Doradille noire est considérée comme une des plantes caractéristiques de l'association végétale Androsacion vandellii p., Asarinion procumbentis, c'est-à-dire des falaises siliceuses des montagnes médio-européennes, dans les secteurs hercyniens et leur périphérie[4], ou Asplenienalia lanceolato-obovati[5].
- Aux États-Unis, elle se trouve le plus souvent dans les écosystèmes "Pin ponderosa" ou "Chaparral-Buissons de montagne[3]".

## Hybridations

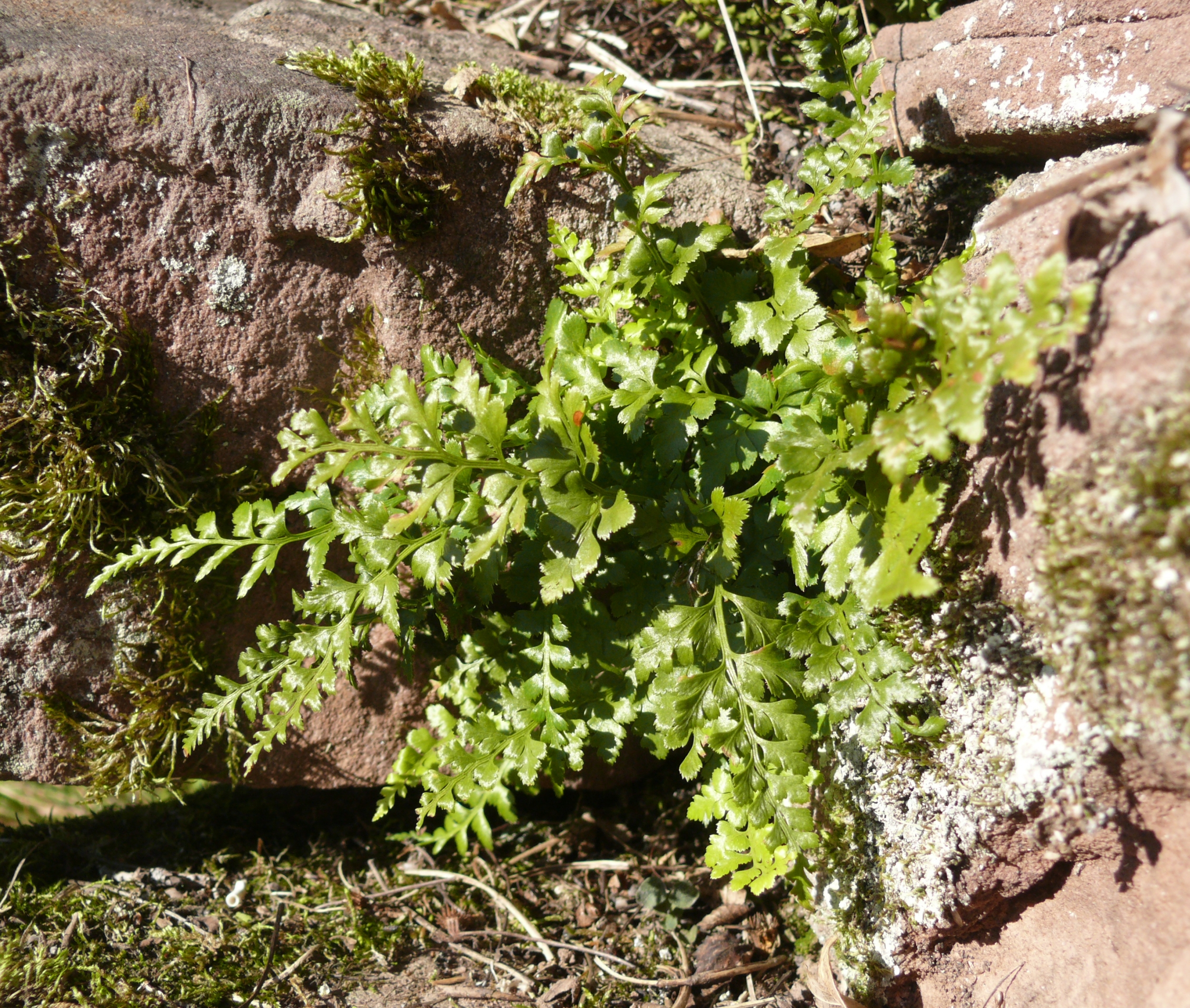

La doradille noire a pour origine un croisement entre deux espèces d'Asplénium, Asplenium onopteris L. et Asplenium cuneifolium Viv,,,: L'espèce est allotétraploïde car issue du croisement entre les 2 diploïdes A. onopteris et A. cuneifolium.
Asplenium adiantum-nigrum peut s'hybrider avec Asplenium billotii, Asplenium foreziense, Asplenium onopteris et Asplenium septentrionale.

## Confusion possible
Asplenium onopteris L. est morphologiquement proche et peut être confondu. Les divisions secondaires y sont plus étroites et plus allongées. Le pétiole est plus long que le limbe. Contrairement à A. adiantum-nigrum A. onopteris est une espèce méditerranéenne et subméditerranéenne.

## Étymologie
Asplenium : du grec  asplenon : remède pour la rate.

Adiantum : du grec "a" privatif; "diaïnein" signifiant mouillé, ce qui fait allusion à la capacité des frondes qui laisseraient couler l'eau sans être mouillées.

Nigrum : du latin qui signifie noir, probablement en référence à la couleur du pétiole.